# نو کمبل
نِو آدریان کمبل (انگلیسی: Neve Adrianne Campbell؛ ‎/ˈnɛv ˈkæmbəl/‎؛ متولد ۳ اکتبر ۱۹۷۳) یک بازیگر کانادایی است. او برای کارهایش در ژانرهای درام و ترسناک شناخته شده‌است. او دو بار در فهرست «۵۰ زیباترین افراد» از مجله پیپل ظاهر شده‌است.
پس از یک سری حضور جزئی، کمبل در سریال درام کت‌واک (۱۹۹۲–۱۹۹۴) و تله‌فیلم روح کانترویل (۱۹۹۶) نقش اصلی را ایفا کرد که دومی جایزه فیلم خانوادگی بهترین بازیگر زن را برای او به ارمغان آورد. او متعاقباً به ایالات متحده نقل مکان کرد تا نقش جولیا سلینجر را در سریال درام نوجوان پارتی پنج‌نفره (۱۹۹۴–۲۰۰۰) را برای فاکس بازی کند، که نقش موفقیت‌آمیز او بود و به‌عنوان یک آیدل نوجوان شناخته شد که نامزدی جایزه برگزیده نوجوانان برای بهترین بازیگر زن تلویزیون را برای او داشت. او در حالی که در این برنامه حضور داشت، در حیله (۱۹۹۶) اولین فیلم بلند آمریکایی خود بازی کرد، که یک بلاکباستر در ژانر فیلم فراطبیعی ترسناک بود.
کمبل با بازی در نقش سیدنی پرسکات در فیلم اسلشر جیغ (۱۹۹۶) از وس کریون به شهرت بین‌المللی دست یافت، که به عنوان یک موفقیت تجاری و انتقادی ظاهر شد - به پرفروش‌ترین فیلم اسلشر برای بیش از ۲۰ سال تبدیل شد - و طرفدارانی را به دست آورد. موفقیت این فیلم باعث ایجاد فرانچایز جیغ شد که برای آن او در قسمت‌های دوم (۱۹۹۷)، سوم (۲۰۰۰)، چهارم (۲۰۱۱) و پنجم (۲۰۲۲) این نقش را تکرار کرد و به مدت ۲۵ سال این نقش را بازی کرد. اگرچه استقبال منتقدان در هر فیلم متفاوت بوده‌است، کمبل به‌طور مداوم برای کار خود مورد تحسین قرار گرفته‌است و یکی از پردرآمدترین و تحسین‌شده‌ترین قهرمانان این ژانر در تمام دوران است. جیغ جوایز متعددی را برای او به ارمغان آورده‌است، از جمله دو جایزه بلاکباستر انترتینمنت برای بهترین بازیگر زن، یک جایزه اره‌برقی فانگوریا برای بهترین بازیگر زن، یک جایزه ساترن برای بهترین بازیگر زن، و یک جایزه ام‌تی‌وی برای بهترین بازیگر در یک فیلم، که همه به‌طور جمعی برای دو مورد نخست این فرنچایز اهدا شدند.
کمبل در فیلم‌هایی مانند فیلم نئو نوآر جنایات جنسی (۱۹۹۸)، ۵۴ (۱۹۹۸) و فیلم‌های جنایی غرق شدن مونا و وحشت (هر دو ۲۰۰۰) به موفقیت دست یافته‌است که همگی تحسین‌برانگیز بودند. او این موفقیت را با بازی در فیلم‌های درام آخرین تماس (۲۰۰۲)، کمپانی (۲۰۰۳) و کی دوستم خواهند داشت (۲۰۰۴)، کمدی‌های چرچیل: سال‌های هالیوود (۲۰۰۴) و غریبه‌های فامیل (۲۰۰۶)، درام بستن حلقه (۲۰۰۷) بیشتر کرد؛ آخرین تماس برای او جایزه پریسم را برای بهترین بازیگر در یک فیلم تلویزیونی/مینی سریال به ارمغان آورد. او سپس با بازی در نقش اولیویا میدستون در سریال درام اکشن نیکوکار از ان‌بی‌سی (۲۰۰۹)، لیان هاروی در سریال تریلر سیاسی خانه پوشالی (۲۰۱۶–۲۰۱۷) از نتفلیکس، و مارگارت مک‌فرسون در درام جنایی نتفلیکس وکیل لینکلن (۲۰۲۲–اکنون) به تلویزیون بازگشت. او در مینی‌سریال تایتانیک: خون و فولاد (۲۰۱۲) ظاهر شد و همچنان به کار در فیلم ادامه می‌دهد، که از جمله آن‌ها می‌توان به فیلم‌های کمدی-درام والتر (۲۰۱۵)، فیلم اکشن آسمان‌خراش (۲۰۱۸)، فیلم درام کانادایی قلعه در زمین (۲۰۱۹) و درام موزیکال ابرها (۲۰۲۰) اشاره کرد.

## گزیدهٔ فیلم‌شناسی

### فیلم
| سال  | عنوان                   | نقش                   | یادداشت‌ها                                                |
| ---- | ----------------------- | --------------------- | -------------------------------------------------------- |
| ۱۹۹۳ | تاریکی                  | افسر جسی دونوان       | به انگلیسی: The Dark                                     |
| ۱۹۹۴ | قوطی رنگ                | تریستس                |                                                          |
| ۱۹۹۴ | مصائب جان راسکین        | اِفی گری               | فیلم کوتاه                                               |
| ۱۹۹۶ | کودک عشق                | دیدره                 | به انگلیسی: Love Child                                   |
| ۱۹۹۶ | حیله                    | بانی هارپر            |                                                          |
| ۱۹۹۶ | روح کانترویل            | ویرجینیا «جینی» اوتیس |                                                          |
| ۱۹۹۶ | جیغ                     | سیدنی پرسکات          |                                                          |
| ۱۹۹۷ | جیغ ۲                   | سیدنی پرسکات          |                                                          |
| ۱۹۹۸ | جنایات جنسی             | سوزی ماری تولر        |                                                          |
| ۱۹۹۸ | ۵۴                      | جولی بلک              |                                                          |
| ۱۹۹۸ | Hairshirt               | رنه وبر               | همچنین شناخته‌شده با عنوان «Too Smooth»؛ همچنین تهیه‌کننده |
| ۱۹۹۸ | شیرشاه ۲: پادشاهی سیمبا | کیارای بزرگسال        | فیلم ویدئویی؛ صداپیشه                                    |
| ۱۹۹۹ | سه تا تانگو             | امی پست               |                                                          |
| ۲۰۰۰ | غرق شدن مونا            | الن راش               |                                                          |
| ۲۰۰۰ | وحشت                    | سارا کسیدی            |                                                          |
| ۲۰۰۰ | جیغ ۳                   | سیدنی پرسکات          |                                                          |
| ۲۰۰۲ | تحقیق در مورد سکس       | آلیس                  |                                                          |
| ۲۰۰۳ | اتصال گمشده             | میسی لوفتون           |                                                          |
| ۲۰۰۳ | کمپانی                  | لورتا «رای» رایان     | همچنین نویسنده و تهیه‌کننده داستان                        |
| ۲۰۰۳ | افق کور                 | کلویی ریچاردز         |                                                          |
| ۲۰۰۴ | کی دوستم خواهند داشت    | ورا بری               |                                                          |
| ۲۰۰۴ | چرچیل: سال‌های هالیوود   | الیزابت دوم           |                                                          |
| ۲۰۰۶ | غریبه‌های فامیل          | الن مینولا            |                                                          |
| ۲۰۰۷ | قسمت                    | مارگارت استیلول       |                                                          |
| ۲۰۰۷ | من واقعاً از شغلم متنفرم | ابی                   |                                                          |
| ۲۰۰۷ | بستن حلقه               | ماری هریس             |                                                          |
| ۲۰۰۸ | Agent Crush             | کیسی                  | صداپیشه                                                  |
| ۲۰۱۱ | جیغ ۴                   | سیدنی پرسکات          |                                                          |
| ۲۰۱۱ | مرد شیشه‌ای              | جولی پیریت            | به انگلیسی: The Glass Man                                |
| ۲۰۱۵ | والتر                   | اَلی                   |                                                          |
| ۲۰۱۸ | آسمان‌خراش               | سارا سایر             |                                                          |
| ۲۰۱۸ | هوای گرم                | والری گانون           |                                                          |
| ۲۰۱۹ | قلعه در زمین            | ربکا فاین             |                                                          |
| ۲۰۲۰ | ابرها                   | لورا سوبیچ            |                                                          |
| ۲۰۲۲ | جیغ                     | سیدنی پرسکات          |                                                          |

### تلویزیون
| سال        | عنوان                        | نقش                   | یادداشت‌ها                                |
| ---------- | ---------------------------- | --------------------- | ---------------------------------------- |
| ۱۹۹۱       | هویت مخفی من                 | دانشجو                | قسمت: «Pirate Radio»؛ ذکرنشده در تیتراژ  |
| ۱۹۹۲       | بچه‌ها در سالن                | لورا کاپلی            | قسمت: #۳٫۱۳                              |
| ۱۹۹۲       | راهرو                        | دیزی مک‌کنزی           | نقش اصلی                                 |
| ۱۹۹۴       | آیا از تاریکی هراس دارید؟    | نونی واکر             | قسمت: «Tale of the Dangerous Soup»       |
| ۱۹۹۴       | کونگ فو: افسانه ادامه می‌یابد | تریش کالینز           | قسمت: «Kundela»                          |
| ۱۹۹۴–۲۰۰۰  | پارتی پنج نفره               | جولیا سلینجر          | نقش اصلی                                 |
| ۱۹۹۵       | مَدتی‌وی                       | جولیا سلینجر          | قسمت: #۱٫۶                               |
| ۱۹۹۶       | روح کانترویل                 | ویرجینیا «جینی» اوتیس | فیلم تلویزیونی                           |
| ۱۹۹۷       | پخش زنده شنبه شب             | میزبان                | قسمت: «نوکمبل / دیوید بویی»              |
| ۲۰۰۲       | تماس آخر                     | فرانسیس کرول          | فیلم تلویزیونی                           |
| ۲۰۰۵       | جنون داور                    | خانم پاپی             | فیلم تلویزیونی                           |
| ۲۰۰۷       | متوسط                        | دبرا                  | ۳ قسمت                                   |
| ۲۰۰۸       | سوختن                        | هالی درنای            | مینی‌سریال                                |
| ۲۰۰۹       | نیکوکار                      | اولیویا میدستون       | نقش اصلی                                 |
| ۲۰۰۹       | گرگ دریایی                   | مود بروستر            | ۲ قسمت                                   |
| ۲۰۰۹       | سیمپسون‌ها                    | کاساندرا              | صداپیشه؛ قسمت: «ردنک‌ها و جاروها»         |
| ۲۰۱۲       | تایتانیک: خون و فولاد        | جوانا یاگار           | نقش اصلی                                 |
| ۲۰۱۲       | آناتومی گری                  | دکتر لیزی شپرد        | ۲ قسمت                                   |
| ۲۰۱۳       | An Amish Murder              | کیت بورکلدر           | فیلم تلویزیونی؛ همچنین تهیه‌کنندهٔ اجرایی  |
| ۲۰۱۴       | مد من                        | لی کابوت              | قسمت: «Time Zones»                       |
| ۲۰۱۵       | به سوئد خوش آمدید            | دایان                 | نقش تکرارشونده، ۴ قسمت                   |
| ۲۰۱۵       | منهتن                        | کیتی اوپنهایمر        | ۲ قسمت                                   |
| ۲۰۱۶–۲۰۱۷  | خانه پوشالی                  | لی آن هاروی           | نقش اصلی (فصل ۴–۵)                       |
| ۲۰۲۲–اکنون | وکیل لینکلن                  | مارگارت «مگی» مک‌فرسون | نقش اصلی (فصل ۱)؛ نقش تکرارشونده (فصل ۲) |
| TBA        | فلز درهم‌تنیده                | ریون                  | نقش تکرارشونده                           |